# Overseas
«Overseas» (с англ. — «За морем») — песня американского рэпера Desiigner при участии американского рэпера Lil Pump, выпущенная в качестве сингла 9 ноября 2018 года. Ранее сообщалось, что песня возможно попадёт в грядущий альбом Lil Pump Harverd Dropout.

## Отзывы
HotNewHipHop сказали, что Lil Pump и Desiigner «ходят взад и вперед по большей части» на треке, называя его «то, что вы ожидаете от дуэта» и «ничего феноменального» в отношении его текстов, но приветствовали окончательную песню как «такую же шумиху, как мы помним». Complex заявил, что сотрудничество имеет «общий смысл, поскольку они оба имеют одинаковую харизматическую природу и оба имеют сродство к щедрой жизни», резюмируя «зарубежные» как «оба художника, возвращающиеся назад и вперед по простой фортепианной мелодии в сопровождении массивных суббас-барабанов».